# Кершоу, Эбби Ли
Эбби Ли Кершоу (англ. Abbey Lee Kershaw; род. 12 июня 1987, Мельбурн, Австралия), также известная как Эбби Ли — австралийская супермодель и актриса. После нескольких успешных лет, включая 2011 сезон моды, журнал V назвал Кершоу супермоделью.

## Биография
По воспоминаниям Кершоу, будучи ребёнком, она «постоянно лежала в больнице». Когда ей было четыре года, Эбби переболела менингитом, и ей пришлось сделать два поясничных прокола. У неё также была опухоль колена и несколько переломов из-за постоянного лазания по деревьям. Кершоу «выросла среди 42 национальностей», объясняя это в интервью тем, что её школа, в которой было 150 детей, была очень мультикультурной. Позднее Эбби Ли выиграла престижный австралийский конкурс Girlfriend Model Search 2004. По окончании школы в 2005 году она переехала из Мельбурна в Сидней, где и начала карьеру модели. Кершоу жила в 100 метрах от пляжа, и именно там она была замечена Кэти Уорд, открывшей ранее таких моделей, как Миранда Керр и Саманта Херрис. Эбби Ли подписала контракт с Chic Management в течение недели.

## Карьера

### 2007—2009
В 2007 году Кершоу подписала контракт с модельным агентством NEXT и к марту переехала в Нью-Йорк. 11 декабря портал Models.com назвал её «Next Superstar» (рус. следующей суперзвездой).
Кершоу дебютировала на подиуме в 2008 на неделе моды в Нью-Йорке, умудрившись пройти 29 шоу, включая показы таких дизайнеров, как Оскар де ла Рента, Halston и особенно закрывая шоу Rodarte. Её первая неделя моды в Милане прошла в эксклюзивных показах для Gucci. В сентябре того же года Эбби Ли оступилась на высоких каблуках и упала на шоу Rodarte в Нью-Йорке. Месяц спустя в Париже она упала в обморок на показе Alexander McQueen из-за очень тугого кожаного корсета. Однако, эти два инцидента не повлияли на её дальнейшие контракты. Эбби Ли стала одной из новых моделей, отобранных для четырнадцати обложек журнала V в сентябрьском номере 2008 года. 15 ноября 2008 года в Милане она впервые вышла на международный уровень, появившись на телевидении в Victoria's Secret Fashion Show, где она участвовала в сегменте Pink Planet (рус. розовая планета).
Начиная с 2008 года, Кершоу блистала в рекламной кампании новых духов Flora от Gucci.
В 2009 году модель была вынуждена пропустить осенние показы из-за травмы колена: она порвала связку и практически не могла ходить. Эбби Ли участвовала в откровенной съёмке для французского журнала Purple Fashion, опубликованной в сезоне осень/зима 2009. Эта ставшая печально известной фотосессия у Терри Ричардсона вызвала возмущение в блогосфере, где Ричардсон обвинялся в принуждении девушек для своего собственного сексуального удовлетворения. В его защиту Кершоу сказала: «Терри не заставляет девушек делать что-то, чего они не хотят. Он и погружает тебя в кучу грязи в одних стрингах, потому что ты сама этого хочешь. Ты трогаешь себя, потому что хочешь. По-моему эта съёмка правдиво отразила то, что было между нами обоими, и я чувствовала себя хорошо, участвуя в ней. Я не стыжусь этого, с чего бы?» После пропущенного из-за колена осеннего сезона 2009 Кершоу вновь появилась на неделе моды в Милане, открыв показ Dolce & Gabbana. А поскольку она также открывала и закрывала показы Fendi и Versace, это побудило New York Magazine назвать её «Milan’s Top Model» (рус. лучшая модель Милана). 1 декабря 2009 года она во второй раз приняла участие в Victoria’s Secret Fashion Show, но в этот раз у неё было 3 выхода — в сегментах «Star Trooper»(рус. звёздный солдат), «Pink Planet» (рус. розовая планета) и «Enchanted Forest» (рус. зачарованный лес).

### 2010 — настоящее время
В 2010 году Кершоу пользовалась большим вниманием, участвуя в различных кампаниях, съёмках и показах. Она приняла участие в съёмках календаря Пирелли за 2010 год фотографом Терри Ричардсоном, и за 2011 год — Карлом Лагерфельдом. В марте 2010 стало известно, что она станет лицом кампании прет-а-порте Chanel в сезоне осень/зима 2010/2011. Эти новости появились после того, как она закрывала шоу высокой моды Chanel осенью 2010 и открывала показ прет-а-порте Chanel сезона осень/зима 2010/2011. В ноябре в четвёртый раз она стала моделью с обложки австралийского Vogue (её предыдущие появления на обложке состоялись в марте 2010, марте 2009 и в сентябре 2008).
Весной 2011 года Эбби Ли сделала свой автопортрет для новой Do-It-Yourself (рус. сделай сам) кампании Rag & Bone вместе с моделями Сашей Пивоваровой, Эдитой Вилкевичуте и Лили Олдридж. Она заработала 100 000 долларов, будучи эксклюзивной моделью Chanel на их показах весенне-летней коллекции в Париже. Неделю моды в Нью-Йорке Кершоу пропустила, отправившись в Лондон. Журнал V в своём «The Discovery Issue» (рус. выпуск открытия) короновал Эбби Ли Кершоу, как новую супермодель. Журнал назвал Кершоу «величайшим модным экспортом из Австралии после того, как Эль Макферсон вступила в ряды таких моделей, как Синди Кроуфорд, Клаудии Шиффер, Кейт Мосс, Наоми Кэмпбелл и Кристи Тарлингтон».
В январе 2012 года Эбби Ли разделила 5-е место с американской моделью Аризоной Мьюз в списке 50 лучших моделей по версии models.com и стала 21-й в списке Top Money Girls (рус. самые денежные девушки) этого же сайта.
Кершоу появилась на майской обложке Numero за 2011 год, которую снимал Том Мунро.

## Личная жизнь
В данный момент проживает в Нью-Йорке. Среди её подруг — такие модели, как Фрея Беха Эриксен, Дэйзи Лоу, и Кэтрин Макнил. У неё есть питомец — ящерица по имени Энни Холл. У Кершоу 10 пирсингов: в носу (в левой ноздре), в соске, в пупке и семь в ушах. У неё также есть несколько татуировок, включая маленький пацифик на ладони, сову на среднем пальце, знак Близнецов на лодыжке и слово «truth» (рус. "правда"), скрытое на внутренней стороне нижней губы. Она недавно добавила две новые татуировки на животе, сделанные белыми чернилами. Кершоу также проявила себя, как художник, пишущий абстрактные картины масляными красками.
О своей сексуальной ориентации она говорит, что «всегда качалась в обе стороны», но считает себя не бисексуалкой, а «просто экспериментирующей». Её парень — музыкант Мэтью Хатчинсон из группы Our Mountain, и в 2011 году стало известно, что Эбби присоединилась к группе. Познакомились они, когда оба участвовали в показах в Мельбурне, а вновь встретились в 2009 году в Нью-Йорке.

## Фильмография
| Год  |     | Русское название             | Оригинальное название                 | Роль               |
| ---- | --- | ---------------------------- | ------------------------------------- | ------------------ |
| 2011 | кор |                              | Submission                            | боец джиу-джитсу   |
| 2015 | ф   | Рубен Гатри                  | Ruben Guthrie                         | Зоя Хобек          |
| 2015 | кор |                              | Snowbird                              | Тео                |
| 2015 | ф   | Безумный Макс: Дорога ярости | Mad Max: Fury Road                    | Неуклюжая          |
| 2016 | ф   | Боги Египта                  | Gods of Egypt                         | Анат               |
| 2016 | ф   | Неоновый демон               | The Neon Demon                        | Сара               |
| 2016 | ф   | Новогодний корпоратив        | Office Christmas Party                | Саванна            |
| 2017 | ф   | Тёмная башня                 | The Dark Tower                        | Тирана             |
| 2017 | ф   | 1 %                          | 1%                                    | Катрина            |
| 2018 | ф   | Элизабет Харвест             | Elizabeth Harvest                     | Элизабет           |
| 2018 | ф   | Добро пожаловать незнакомец  | Welcome the Stranger                  | Элис               |
| 2018 | ф   |                              | Caprice                               | Холли              |
| 2018 | ф   | Мы — это Сизиф               | To the Night                          | Кэти               |
| 2018 | кор |                              | Maverick                              | Маверик            |
| 2019 | ф   | Вечный свет                  | Lux Æterna                            | Эбби               |
| 2020 | с   | Страна Лавкрафта             | Lovecraft Country                     | Кристина Брейтвайт |
| 2021 | ф   | Время                        | Old                                   | Кристал            |
| 2021 | ф   | Прощённый                    | The Forgiven                          | Коди               |
| 2023 | с   | Человек из Флориды           | Florida Man                           | Делли Уэст         |
| 2023 | с   | Уэйко: Последствия           | Waco: The Aftermath                   | Кэрол Хоу          |
| 2024 | ф   | Горизонты: Часть первая      | Horizon: An American Saga – Chapter 1 | Мэриголд           |
| 2024 | ф   | Горизонты: Часть вторая      | Horizon: An American Saga – Chapter 2 | Мэриголд           |
| 2024 | ф   | Убийственная жара            | Killer Heat                           | Моник              |